# Operación Gladio
Operación Gladio fue el nombre en clave de las operaciones clandestinas de «resistencia armada» de la llamada «Red Stay Behind» planeadas por la Organización del Tratado de Bruselas, y posteriormente por la OTAN, en caso de una hipotética invasión y conquista de Europa occidental por parte del Pacto de Varsovia. Aunque Gladio se refiere específicamente a la rama italiana de las organizaciones respaldadas por la OTAN, «Operación Gladio» se utiliza como un nombre informal para todas ellas. Se prepararon operaciones de resistencia en muchos países miembros de la OTAN y en algunos países neutrales como Suiza.
El papel de la Agencia Central de Inteligencia (CIA) en Gladio —el alcance de sus actividades durante la Guerra Fría y cualquier responsabilidad por los ataques terroristas perpetrados en Italia durante los Años del Plomo -son objeto de debate. La resolución del Parlamento Europeo sobre Gladio concluyó que los servicios secretos militares en ciertos Estados miembros estaban involucrados en delitos graves y actos terroristas, independientemente de si sus superiores lo sabían o no. El informe también instaba a que los poderes judiciales de los países en los que operaban esos ejércitos hicieran investigaciones para que se revelara su modus operandi y su extensión real.
Hasta la fecha, solo Italia, Suiza y Bélgica han tenido investigaciones parlamentarias sobre el asunto. El juez Guido Salvini, que trabajaba en la Comisión de Masacres de Italia, descubrió que las organizaciones terroristas de extrema derecha de los «años de plomo», La Fenice, Vanguardia Nacional y Ordine Nuovo, eran las tropas de trinchera de un ejército secreto, controlado remotamente por exponentes del aparato del Estado y vinculado con la CIA. Salvini dijo que los servicios estadounidenses los alentaron a cometer atrocidades.
La investigación suiza encontró que la inteligencia británica cooperó en secreto con su ejército en una operación denominada Projekt-26 y proporcionó entrenamiento en combate, comunicaciones y sabotaje. También descubrió que el P-26 no solo organizaría la resistencia en caso de una invasión soviética, sino que también se activaría si la izquierda lograba una mayoría parlamentaria. La investigación belga en cambio no pudo encontrar información concluyente sobre su ejército. No se encontraron vínculos entre este y los ataques terroristas y la investigación señaló que los servicios secretos se negaron a proporcionar la identidad de todos los agentes, lo que podría haber resuelto todas las dudas. Una investigación parlamentaria italiana de 2000 concluyó más tarde que las masacres terroristas y los atentados con bombas habían sido organizados, promovidos o apoyados por hombres dentro del Estado italiano que además estaban vinculados a la inteligencia estadounidense. El informe también dijo que Estados Unidos era culpable de promover la estrategia de la tensión.

## Orígenes
Después de la Segunda Guerra Mundial, el Reino Unido y los Estados Unidos decidieron crear una Red Stay Behind, con el objetivo oficial de contrarrestar una posible invasión soviética a través del sabotaje y la guerra de guerrillas detrás de las líneas enemigas. Se crearon alijos de armas, se prepararon rutas de escape y se reclutaron miembros leales en Italia y en otros países europeos. Sus células clandestinas debían quedarse en territorio controlado por el enemigo y actuar como movimientos de resistencia, realizando sabotajes, guerrillas y asesinatos. Los ejércitos de permanencia se crearon con la experiencia y la participación de exoficiales de la Dirección de Operaciones Especiales (SOE) de la Segunda Guerra Mundial. Tras las revelaciones de Giulio Andreotti en octubre de 1990, el general John Hackett, excomandante en jefe del ejército británico en el Rin, declaró el 16 de noviembre de 1990 que se elaboró un plan de contingencia que implicaba "quedarse atrás y resistir en profundidad" después de la guerra. La misma semana, Anthony Farrar-Hockley, excomandante en jefe de las Fuerzas de la OTAN en el norte de Europa de 1979 a 1982, declaró a The Guardian que se estableció una red secreta de armas en Gran Bretaña después de la guerra. Hackett había escrito en 1978 una novela, La Tercera Guerra Mundial: Agosto de 1985, que era un escenario ficticio de una invasión del ejército soviético de Alemania Occidental en 1985. La novela fue seguida en 1982 por La Tercera Guerra Mundial: La Historia No Contada, que elaboraba en el original. Farrar-Hockley había suscitado controversia en 1983 cuando se involucró en el intento de organizar una campaña para una nueva Guardia Nacional contra una posible invasión soviética.
Operando en toda la OTAN e incluso en algunos países neutrales como España antes de su admisión en la OTAN en 1982, Gladio fue coordinado por primera vez por el Comité Clandestino de Western Union (CCWU), fundado en 1948. Después de la creación de la OTAN en 1949, el CCWU se integró en el "Comité de Planificación Clandestino" (CPC), fundado en 1951 y supervisado por SHAPE (Sede Suprema de las Potencias Aliadas de Europa), transferido a Bélgica después de la retirada oficial de Francia de la organización militar de la OTAN, pero no de la OTAN, que fue no seguido por la disolución de los movimientos paramilitares de permanencia en Francia.

## Historia
Según el historiador suizo Daniele Ganser, Gladio estuvo involucrado en actos terroristas durante los denominados «años de plomo» italianos (anni di piombo) de la década de 1970, en medio de la llamada «estrategia de tensión». Esta última habría estado concebida para facilitar la llegada de un supuesto régimen autoritario derechista neofascista para hacer frente a un eventual gobierno del entonces poderoso Partido Comunista Italiano.
El nombre de Gladio se solía aplicar a una serie de organizaciones paramilitares de diversos países, aunque lo más común es su utilización para referirse exclusivamente a los paramilitares italianos. Fue descubierta y expuesta el 24 de octubre de 1990, al final de la Guerra Fría, por Giulio Andreotti, entonces presidente del Consejo de Ministros de Italia; tanto este país como Bélgica, Suiza y Turquía desarrollaron investigaciones parlamentarias. La trama expuesta fue condenada por el Parlamento Europeo en resolución del 22 de noviembre de 1990.
Nadie resultó condenado por estos hechos, no se siguieron las investigaciones y se desconoce su situación actual.
Sus actividades consistían básicamente en actividades subversivas como atentados y montajes contra todos aquellos grupos ideológicos (marxistas, anarquistas, nacionalistas, etc.) que podían tener apoyo social, y romper la hegemonía de los partidos políticos y grupos de poder tradicionalmente hegemónicos de los distintos países de Europa Occidental alineados con Estados Unidos.
La Operación Gladio fue ideada después de la Segunda Guerra Mundial por la CIA y el MI6, y tenía como objetivo prepararse ante una eventual invasión soviética de la Europa occidental por medio de fuerzas armadas paramilitares secretas de élite dispuestas en diversos países capitalistas. Finalmente la situación degeneró en el empleo de varias estrategias de guerra sucia, tales como la infiltración, y las operaciones de bandera falsa (como en la estación de Bolonia, en Italia) para destrozar la imagen pública de partidos políticos (al señalarlos falsamente como los autores del ataque) no colaboradores con los Estados Unidos (nacionalistas y comunistas), y así evitar su ascenso por las urnas. Todos los países capitalistas de dicho continente poseían contingentes secretos. Muchos nazis derrotados tras la Segunda Guerra Mundial fueron miembros de Gladio, que aceptaba solamente a «gente segura», es decir, militantes nacional-socialistas alejados del conservadurismo moderado y de la izquierda; librándose también de esta manera de juicios de guerra y en muchos casos manteniendo un alto nivel de vida.

## Actuaciones atribuidas aGladio

### Italia
El 12 de diciembre de 1969, el Atentado de Piazza Fontana dejó diecisiete muertos y ochenta y ocho heridos en Milán. La extrema izquierda, en particular el movimiento anarquista, es inmediatamente señalada de manera errónea como responsable del ataque. Cuatrocientas personas son detenidas. El anarquista Giuseppe Pinelli, acusado de ser el autor de la masacre, es detenido por la policía. Murió defenestrado a los pocos días. Desde 2005, sin embargo, un veredicto del Tribunal de Casación italiano ha afirmado que el ataque fue cometido por neofascistas pertenecientes al grupo de extrema derecha Ordine Nuovo.
En la década de 1980, el terrorista neofascista Vincenzo Vinciguerra dijo al juez Felice Casson que el ataque a la Piazza Fontana tenía como objetivo presionar al estado italiano para que declarara el estado de emergencia para promover un régimen autoritario en Italia [ref. necesario]. Sin embargo, los tribunales no han establecido ningún vínculo directo entre los terroristas neofascistas objeto de la investigación posterior y la organización Gladio.
En 1974, Vito Miceli, miembro de Propaganda Due y jefe del SIOS (Servizio Informations) del ejército italiano, desde 1969 y luego el Servizio Informations Difesa (SID) de 1970 a 1974, fue detenido como parte de la investigación sobre Rosa dei venti, un grupo terrorista de extrema derecha infiltrado por el estado. Acusado de "conspiración contra el Estado", Vito Miceli fue absuelto en 1978. Tras su arresto, los servicios secretos italianos fueron reorganizados en 1977 para "democratizarlos". La Ley N ° 810 de 24 de octubre de 1977 divide a los SID en varios servicios: el Servicio de Inteligencia y Seguridad Militar (SISMI), el SISDE (Servicio de Inteligencia y Seguridad Democrática) y el CESIS (Comité Ejecutivo de Servicios). Di Informazione e Sicurezza), que recibe una función de coordinación: la CESIS depende directamente del presidente del Consejo italiano.
La Masacre de Bolonia el 2 de agosto de 1980 se atribuyó a terroristas neofascistas. El 16 de enero de 1991, The Guardian escribió que: las piezas utilizadas en la fabricación de la bomba […] procedían de un arsenal utilizado por Gladio […] según una comisión parlamentaria de terrorismo. Sin embargo, la noticia resultó ser completamente infundada: estaba escrita en un documento falso. Posteriormente  y, gracias al impulso civil de la Asociación de familiares de víctimas de la matanza de la estación de Bolonia, se llegó a una sentencia definitiva en casación el 23 de noviembre de 1995. Fueron condenados a cadena perpetua, como ejecutores del atentado, los terroristas neofascistas Valerio Fioravanti y Francesca Mambro, que siempre se han declarado inocentes. Otras personas como el general del SISMI y miembro de la P2, Pietro Musumeci, fueron condenadas a varios años de cárcel debido a las pistas falsas que proporcionaron; Licio Gelli se exilió en Suiza para evitar su procesamiento.

### Bélgica
Después de la retirada de Francia de la estructura militar de la OTAN en 1967, la sede del Comité de Planificación Clandestina fue trasladada a Mons en Bélgica. En 1990, después de que Francia negase la existencia de cualquier red stay-behind, Giulio Andreotti dijo públicamente que la última reunión del Comité Clandestino Aliado (ACC), en la que estuvo presente la rama francesa de Gladio, había sido el 23 y 24 de octubre de 1990, bajo la presidencia del general belga Van Calster, director del servicio secreto militar belga SGR. En noviembre, Guy Coëme, el ministro de Defensa, reconoció la existencia de un ejército stand-behind belga , lo que generó preocupaciones sobre una implicación similar en actos terroristas como en Italia. El mismo año, el Parlamento Europeo condenó duramente a la OTAN y los Estados Unidos en una resolución por haber manipulado la política europea con los ejércitos stand-behind.
La polémica llevó a que en 1998 se aprobase una nueva legislación para regular las misiones y los métodos de las agencias de inteligencia y la creación de un comité parlamentario permanente en 1991, que las pondría bajo la autoridad de las agencias federales de Bélgica. La Comisión se creó a raíz de los acontecimientos de la década de 1980, que incluyeron las masacres de Brabante y las actividades del grupo de extrema derecha Westland New Post.

### Dinamarca
La red danesa recibía en nombre Absalon, en honor a un arzobispo danés, y estaba dirigido por E.J. Harder. Estaba ligada al servicio secreto militar Forsvarets Efterretningstjeneste (FE). En 1978, William Colby, exdirector de la CIA, publicó sus memorias en las que describía el establecimiento de redes stay-behind en Escandinavia:

La situación en cada país escandinavo era diferente. Noruega y Dinamarca eran aliados de la OTAN, Suecia mantenía la neutralidad que la había llevado a través de dos guerras mundiales y Finlandia debía ceder su política exterior al poder soviético directamente en sus fronteras. Así, en un grupo de estos países los propios gobiernos construirían sus propias redes de retención, contando con activarlas desde el exilio para continuar la lucha. Estas redes tenían que coordinarse con los planes de la OTAN, sus radios tenían que estar enganchadas a un lugar de exilio futuro, y el equipo especializado tenía que ser asegurado de la CIA y guardado en secreto en escondites nevados para su uso posterior. En el otro grupo de países, la CIA tendría que hacer el trabajo sola o, en el mejor de los casos, con ayuda local "no oficial", ya que la política de esos gobiernos les impedía colaborar con la OTAN, y cualquier exposición suscitaría una protesta inmediata de la población local. Prensa comunista, diplomáticos soviéticos y escandinavos leales que esperaban que la neutralidad o la no alineación les permitiera salir ilesos de una Tercera Guerra Mundial.

### España
Varios sucesos previos a la adhesión de España a la OTAN en 1982 también se han vinculado a Gladio. En mayo de 1976, medio año después de la muerte de Franco, dos militantes carlistas fueron abatidos por terroristas de extrema derecha, entre ellos el agente de Gladio Stefano Delle Chiaie y miembros de la Triple A, lo que demuestra la conexión entre Gladio y la "Guerra Sucia" sudamericana de la Operación Cóndor. Este incidente se conoció como los Sucesos de Montejurra. Según un informe del CESIS italiano, el  terroristas neofascistas de Ordine Nuovo, Carlo Cicuttini (quien participó en 1972 en la Masacre de Peteano, Sagrado (Italia), junto a Vincenzo Vinciguerra) participó también en la Matanza de Atocha (Madrid) en 1977, donde murieron cinco personas (incluidos varios abogados), miembros de Comisiones Obreras, sindicato vinculado al Partido Comunista Español. Cicuttini obtuvo la nacionalidad y se encontraba exiliado en España desde 1972 (fecha del atentado de Peteano).
Tras las revelaciones de Andreotti en 1990, Adolfo Suárez, el primer presidente de España elegido en democracia, tras la muerte de Franco, negó haber oído hablar jamás de Gladio. Calvo Sotelo, presidente del gobierno español entre 1981 y 1982 durante la transición española, declaró que «España no había sido informada de la Gladio cuando entró en la OTAN». Cuando se le preguntó por las relaciones de Gladio con la España franquista, afirmó que dicha red no era necesaria bajo el régimen franquista, ya que «el propio régimen era Gladio».
Según el general Fausto Fortunato, jefe del SISMI italiano entre 1971 y 1974, Francia y Estados Unidos habían apoyado la entrada de España en Gladio, pero Italia se habría opuesto. Sin embargo, tras las revelaciones de Andreotti, Narcís Serra, ministro de Defensa español, abrió una investigación sobre los vínculos de España con Gladio. El periódico Canarias 7 reveló, citando al exagente de Gladio Alberto Volo, quien participó en las revelaciones de la existencia de la red en 1990, que se había organizado una reunión de Gladio en agosto de 1991 en la isla de Gran Canaria. Alberto Volo también declaró que, como agente de Gladio, había recibido entrenamientos en Maspalomas, Gran Canaria, en las décadas de 1960 y 1970.}} El País también reveló que la organización Gladio era sospechosa de haber utilizado las antiguas instalaciones de la NASA en Maspalomas de Gran Canaria, en la década de 1970.
André Moyen, exagente del GISS belga, también declaró que Gladio había operado en España. Asegurando que Gladio tenía bases secretas en Madrid, Barcelona, San Sebastián y Canarias.

### Francia
En 1947, el ministro del Interior, Édouard Depreux, reveló la existencia de un ejército secreto en Francia con el nombre en código Plan Bleu. Al año siguiente, se creó un comité de la Western Union para coordinar la contrainteligencia, la Western Union Clandestine Committee (WUCC), que en 1949 se integró en la OTAN. La sede de este organismo secreto se fijaría en Francia. La red francesa contaba con el apoyo de elementos de la SDECE, la antigua agencia de inteligencia militar francesa, y el apoyo militar del 11º regimiento paracaidista de choque. El exdirector de la DGSE, el almirante Pierre Lacoste, alegó en una entrevista de 1992 con The Nation, que ciertos elementos de la red estaban involucrados en actividades terroristas contra Charles De Gaulle y su política respecto a la guerra de Independencia de Argelia: Gran parte del 11º regimiento paracaidista de choque se unió en 1962 a la Organización armée secrète (OAS), el grupo terrorista francés que buscaba evitar la independencia de Argelia, pero no está claro si esto también involucró a miembros de la red stay-behind francesa.
Otros grupos vinculados a Gladio incluyen las redes La Rose des Vents y Arc-en-ciel. François de Grossouvre fue el líder de Gladio para la región alrededor de Lyon en Francia hasta su suicidio el 7 de abril de 1994. Grossouvre le habría pedido a Constantin Melnik, líder de los servicios secretos franceses durante la guerra de Independencia de Argelia, que regresara. a la actividad. Vivía en un cómodo exilio en Estados Unidos, donde mantenía vínculos con la Corporación Rand. Se alega que Constantin Melnik estuvo involucrado en la creación en 1952 de la Ordre Souverain du Temple Solaire, un antepasado del grupo religioso Orden del Templo Solar, creado por el exmiembros de la Antigua y Mística Orden Rosae Crucis cercanos a la SDECE.

### Grecia
Cuando Grecia se unió a la OTAN en 1952, las fuerzas especiales del país, LOK (Lochoi Oreinōn Katadromōn, es decir, compañías de asalto de montaña), se integraron en la red europea stay-behind. La CIA y el LOK reconfirmaron el 25 de marzo de 1955 su cooperación mutua en un documento secreto firmado por el general estadounidense Truscott para la CIA, y Konstantinos Dovas, jefe de Estado Mayor del ejército griego. Además de prepararse para una posible invasión soviética, la CIA instruyó a LOK para evitar un golpe o una revolución de la izquierda. 
La LOK participó en el golpe de Estado del 21 de abril de 1967 [59]: 221 que tuvo lugar un mes antes de las elecciones nacionales previstas para las que las encuestas de opinión pronosticaban una victoria aplastante de la Izquierda Democrática Unida. Bajo el mando del teniente coronel Costas Aslanides, el LOK tomó el control del Ministerio de Defensa griego mientras que el general de brigada Stylianos Pattakos tomó el control de los centros de comunicación, el parlamento, el palacio real y, según listas detalladas, arrestó a más de cien mil personas. Según Ganser, Phillips Talbot, el embajador de Estados Unidos en Atenas, desaprobó el golpe militar que estableció la Junta de los Coroneles (1967-1974), y se quejó de que representaba "una violación de la democracia", a lo que Jack Maury, el jefe de la estación de la CIA en Atenas, respondió: ¿Cómo se puede violar a una puta?: 221 
Tras la caída de la dictadura en 1974, el primer ministro Andreas Papandreou formó en 1981 el primer gobierno socialista de la historia de la posguerra de Grecia, ordenando la disolución de la red stay-behind en Grecia. Tras las revelaciones de Giulio Andreotti en 1990, el ministro de Defensa griego confirmó que una rama de la red, conocida como Operación Piel de Oveja, operó en su país hasta 1988.
En diciembre de 2005, el periodista Kleanthis Grivas publicó un artículo en To Proto Thema, un periódico dominical griego, en el que acusó a Sheepskin del asesinato del jefe de la estación de la CIA Richard Welch en Atenas en 1975, así como del asesinato del agregado militar británico. Stephen Saunders en 2000. Esto fue negado por el Departamento de Estado de Estados Unidos, que respondió que los crímenes eran obra del grupo marxista Organización Revolucionaria 17 de Noviembre, argumentando que la pieza central de prueba de Grivas había sido el Manual de campo de Westmoreland que según los estadounidenses es una falsificación soviética.

## Gladio y literatura

### Literatura académica
En 2005, el historiador suizo Daniele Ganser publicó su libro documental en línea, que trata ampliamente del tema y se centra en países europeos donde se llevaron a cabo sus operaciones: Alemania, Bélgica, Dinamarca, España, Francia, Grecia, Italia, Luxemburgo, Noruega, Países Bajos y Portugal.

### Novelas inspiradas por Gladio
En 2005 Miguel Ángel Rodríguez Bajón publicó una novela titulada La Trama Gladio. El título de este thriller político alude claramente a la organización y, en líneas generales, al terrorismo de Estado.
En 2011, el poeta y novelista Benjamín Prado publicó su novela Operación Gladio (Alfaguara), incidiendo en la vinculación de esta trama criminal con la Matanza de Atocha de 1977.
En 2013, Clemente Rodríguez Navarro publicó una nueva novela (El zulo Viriato) a propósito del descubrimiento de un depósito de armas, explosivos y fondos económicos de Gladio, en la España del 23-F.
En 2015, Umberto Eco publicó una novela titulada Número cero. En la misma, un periodista investiga en torno a la red Gladio en toda Europa y, finalmente, es asesinado en extrañas circunstancias.